# Unternehmen Geigenkasten
Unternehmen Geigenkasten ist ein deutscher Kinderfilm der DEFA von Gunter Friedrich aus dem Jahr 1985.

## Handlung
Der zehnjährige Ole ist ein erfinderischer Junge. Als er unter Mithilfe seines besten Freundes Andreas versucht, mit einem Drachen zu fliegen, stürzt er ab und bricht sich ein Bein. Im Krankenhaus sieht er den Film Der Mann, der Sherlock Holmes war und hat zum Leidwesen seiner Eltern sofort ein neues Betätigungsfeld gefunden: Er will Detektiv Sherlock Holmes werden, während Andreas als Dr. Watson assistieren soll. Ole versucht zunächst, im Supermarkt Kunden beim Diebstahl zu erwischen, doch sind alle ehrlich. Auf dem Heimweg werden er und Andreas Zeugen eines Zusammenstoßes zwischen einem Auto- und einem Fahrradfahrer. Ihnen fällt auf, dass der Fahrradfahrer einen falschen Bart trägt, und so folgen sie ihm, misstrauisch geworden, bis zu einem Firmengelände. Der Mann besteigt einen Kleintransporter und fährt davon.
Mit einem Trick gelingt es den beiden Jungen, vom Pförtner den Namen des Fahrers zu erfahren. Sie besuchen den Fahrer Horst Franke zu Hause, der jedoch an diesem Tag verkatert gar nicht auf Arbeit war. Wenig später wird deutlich, dass der Kleinlaster mit Elektrogeräten im Wert von mehreren 10.000 Mark beladen war und verschwunden ist. Die Polizei tappt im Dunkeln. Ole und Andreas wollen herausfinden, wo der Beifahrer Frankes, Neumann, zum Zeitpunkt der Tat war, doch die Vermieterin gibt an, dass er ebenfalls verkatert zu Hause war. Zu Gesicht bekommen die Kinder Neumann jedoch nicht. Nach mehreren Fehlschlägen weihen Ole und Andreas ihre Mitschüler ein. Vor allem Andreas ist froh, endlich mit seiner heimlichen Liebe Marie zusammenarbeiten zu können, während der großspurige Jens nicht an den Erfolg der Mitschüler glaubt und daher am Ende nicht in die Aktion eingeweiht wird. Einen Morgen lang observieren die Kinder das Firmengelände, finden jedoch den gesuchten Mann mit bzw. ohne Bart nicht. Nur einen rot-braunen Dacia haben einige Kinder im Ruinenviertel gefunden.
Während die anderen Kinder wieder zur Schule gehen, halten Ole und Andreas vor Neumanns Wohnung Wache. Endlich kommt er nach Hause. Er fährt einen rot-braunen Dacia – und ist der gesuchte Täter. Beide folgen dem Wagen bis ins Ruinenviertel. Als Neumann einen Teil der gestohlenen Ware in sein Auto verladen will, wird er dabei von Ole überrascht. Neumann fesselt Ole und fährt mit ihm davon. Andreas verständigt die Polizei, der es unter der Leitung von Oberleutnant Vogel nach längerer Verfolgung gelingt, Neumann festzunehmen. Ole wurde von ihm in der Zwischenzeit gefesselt in einem Waldstück ausgesetzt. Als die Polizisten zu dem Waldstück geführt werden, ist Ole jedoch verschwunden. Andreas macht den gefesselt forthüpfenden Jungen schließlich ausfindig.
Ole und Andreas werden zu ihren Eltern zurückgebracht. Am nächsten Tag werden beide Jungen von Oberleutnant Vogel für ihren Einsatz ausgezeichnet. Ole hat schon wieder neue Pläne. Nachdem er seinen von den Eltern verordneten Hausarrest abgesessen hat, entwickelt er ein Tauchgerät, das er sofort vor seinen Mitschülern ausprobiert.

## Produktion
Der Film wurde unter anderem in der Stadt Brandenburg gedreht. Gedreht wurde zum Beispiel in der Rathenower Straße mit Rathenower Torturm, auf der Sankt-Annen-Straße, auf der Hauptstraße mit dem Fritze-Bollmann-Brunnen, in der Grabenstraße, auf der Havelstraße und im Wald von Wilhelmsdorf. Der Film erlebte am 12. Februar 1985 im Panorama-Palast in Gera seine Premiere.
Inhaltlich ist er von Emil und die Detektive beeinflusst. Auch der Aspekt des Detektiv-Spielens, wie er im in Unternehmen Geigenkasten angespielten Film Der Mann, der Sherlock Holmes war vorkommt, beeinflusste Szenaristin Anne Goßens.
Ursprünglich sollte Sibylle Schönemann Regie im Film führen, lehnte den angebotenen Filmstoff jedoch ab, sodass Gunter Friedrich die Regie übernahm. Er hatte zuvor bereits mehrere Kinderfilme für das Fernsehen inszeniert.

## Kritik
Die zeitgenössische Kritik nannte den Film ein „listig-lustige[s] Leinwandspektakel“ und einen „Glücksfall im ohnehin vom Glück begünstigten DEFA-Kinderfilm, der eigentlich Familienfilm heißen und so besucht werden müßte.“ Andere Kritiker empfanden den im Film dargestellten und zu lösenden Fall als zu einfach und offensichtlich und den Film daher als unterfordernd. Die hölzernen Dialoge der Kinder und Erwachsenen wurden kritisiert, wie auch das Finale teilweise als zu behäbig inszeniert bezeichnet wurde.
Für das Lexikon des internationalen Films war Unternehmen Geigenkasten ein „[s]orgfältig inszenierter und gut gespielter Kinderkrimi, der Spannung und Humor aus der Alltagswelt der Kinder entwickelt. Ein Plädoyer für Fantasie und Initiative.“

## Auszeichnung
Unternehmen Geigenkasten erhielt auf dem Kinderfilmfestival Goldener Spatz in Gera 1985 den Goldenen Spatz und wurde zudem mit dem Ehrenpreis der Kinderjury ausgezeichnet.